# Schmertheim
Schmertheim ist ein Ortsteil der Stadt Cloppenburg im gleichnamigen Landkreis in Niedersachsen.
Der Ort liegt westlich des Kernbereichs von Cloppenburg und westlich der B 213 an der Landesstraße L 836. Die Soeste fließt in geringer Entfernung nördlich.

## Siehe auch

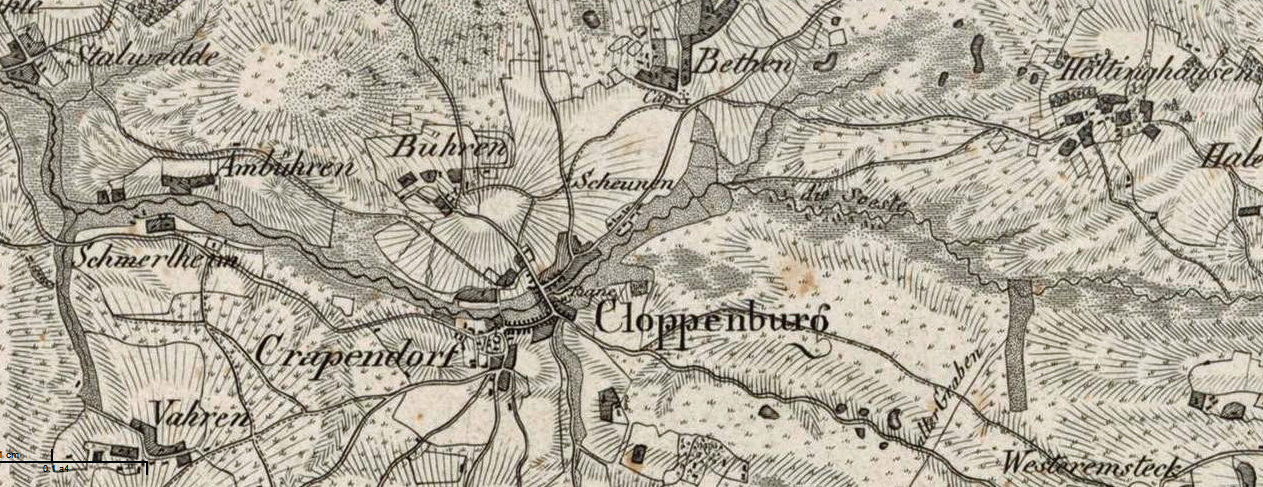
Schmertheim auf einer Topographischen Karte aus dem Jahr 1805

Wiesenbewässerung an der Soeste im Bereich Schmertheim